# Coproporfiria ereditaria
La coproporfiria ereditaria è un disordine della biosintesi dell'eme, classificato tra le porfirie epatiche acute. La malattia è causata da una carenza dell'enzima coproporfirinogeno ossidasi, derivato dal gene CPOX ed è trasmessa tratto dominante, sebbene siano stati riscontrati casi di omozigosi. A differenza della porfiria acuta intermittente, i pazienti con la coproporfiria ereditaria possono presentare manifestazioni cutanee simili a quelle riscontrabili nella porfiria cutanea tarda oltre ad attacchi acuti di dolore addominale, vomito e disturbi neurologici tipici delle porfirie acute. Come per le altre porfirie, il fattore scatenante può essere identificato in alcuni farmaci, fattori ambientali e modifiche nella dieta. Test biochimici e molecolari possono essere utilizzati per ottenere la diagnosi di una porfiria e identificare il difetto genetico specifico. Nel complesso, le porfirie sono malattie rare: l'incidenza per tutte le forme è stimata in un caso ogni 20 000; tuttavia l'esatta incidenza della coproporfiria ereditaria è difficilmente stimabile a causa della ridotta penetranza.

## Eziologia
La coproporfiria ereditaria è causata da mutazioni del gene CPOX, che codifica per il coproporfirinogeno ossidasi, enzima che, convertendo il coproporfirinogeno III in protoporfirinogeno-IX, è responsabile della sesta tappa della via di biosintesi dell'eme. Il gene CPOX è localizzato nel locus q11.2-q12.1 del cromosoma 3, ha 6 introni e 7 esoni e produce un mRNA di 2675 basi. È ereditato come tratto autosomico dominante, il che significa che il dimezzamento della quantità di enzima prodotto è sufficiente a generare le manifestazioni cliniche; ciononostante sono stati identificati pazienti omozigoti. Come altre porfirie acute, la coproporfiria ereditaria mostra una penetranza ridotta, ovvero non tutti gli individui che portano una mutazione patogenetica sono sintomatici.
I soggetti omozigoti per una determinata mutazione (K404E) o eterozigoti composti, ma con un allele di CPOX completamente non funzionante, hanno una porfiria eritropoietica più grave, chiamata in inglese harderoporphyria, caratterizzata da ittero neonatale, iperbilirubinemia, epatosplenomegalia e lesioni cutanee dopo esposizione a luce ultravioletta. La coproporfiria ereditaria è una malattia rara ma, a causa della ridotta penetranza, è difficile stimarne l'incidenza; per tutte le forme di porfiria, questa è stimata in 1 caso ogni 20 000 abitanti negli Stati Uniti. L'incidenza della harderoporphyria è decisamente minore, con solo dieci casi riportati in letteratura.

## Clinica

### Segni e sintomi
Clinicamente i pazienti si presentano con manifestazioni simili a quelle di altre forme di porfiria, come la porfiria acuta intermittente e la porfiria variegata. I pazienti con coproporfiria ereditaria e con porfiria variegata possono presentare segni e sintomi comuni sia con le porfirie acute, sia con quelle cutanee. Questi includono: attacchi di dolore addominale acuto, nausea, vomito, diarrea, tachicardia, ipertensione arteriosa e convulsioni. Possono presentare inoltre manifestazioni cutanee simili a quelle caratteristiche della porfiria cutanea tarda, come aumentata fragilità cutanea, lesioni bollose dopo esposizione a luce solare e fenomeni di cicatrizzazione.
In assenza di fattori scatenanti i pazienti possono risultare asintomatici. Tra questi fattori sono compresi farmaci, assunzione di alcol, alterazioni ormonali e modifiche nella dieta. La luce solare, e in genere le radiazioni ultraviolette possono scatenare le manifestazioni cutanee. I soggetti omozigoti per mutazioni del gene CPOX sono solitamente caratterizzati da un'età di insorgenza più precoce rispetto agli eterozigoti.

### Esami di laboratorio e strumentali
In genere la diagnosi di porfiria è piuttosto tardiva a causa della rarità della condizione e dell'ampio spettro di manifestazioni cliniche aspecifiche che i pazienti presentano. Il dosaggio del porfobilinogeno urinario è raccomandato come test di monitoraggio nel sospetto di porfiria acuta; elevati livelli di tale intermedio del metabolismo delle porfirine è indicativo per porfiria acuta e ulteriori esami possono essere indicati per identificarne il tipo.
L'identificazione di una specifica forma di porfiria può essere ottenuta sulla base di esami di laboratorio, svolti sul sangue, sulle urine e sulle feci. La coproporfiria ereditaria può essere distinta dalla maggior parte delle altre porfirie sulla base del riscontro di manifestazioni cutanee tipiche. La porfiria variegata presenta caratteristiche simili, ma può essere esclusa mediante l'analisi delle porfirine urinarie e fecali, svolta tramite cromatografia liquida ad alta prestazione a rilevazione di fluorescenza. Gli esami biochimici per le porfirie risultano maggiormente utili se i campioni sono raccolti durante gli episodi acuti. Tipicamente, il metabolita utilizzato per distinguere la coproporfiria ereditaria dalla porfiria variegata è la protoporfirina, presente solo nel secondo caso nel plasma e nelle feci dei soggetti affetti.
Un'elevata concentrazione di coproporfirina urinaria, definita coproporfirinuria, è un reperto comune, ma non specifico per le porfirie acute. La coproporfirinuria può essere dovuta ad altri fattori di stress che agiscono sulla via di sintesi dell'eme, come malattie del fegato, del midollo osseo e nel saturnismo.

## Trattamento
Non esiste alcuna cura definitiva per la coproporfiria ereditaria e la terapia degli attacchi acuti è del tutto sovrapponibile a quella delle altre tipologie di porfiria acuta. La somministrazione endovenosa di emina è il trattamento raccomandato per gli attacchi acuti che, se non trattati rapidamente e in modo corretto, possono anche avere esito letale. Per la somministrazione di emina è solitamente indicata l'ospedalizzazione, mentre un'importanza capitale riveste la scelta dei farmaci, atta a escludere quelli che interagiscano anche lievemente con la patogenesi dell'attacco acuto di porfiria. La scelta terapeutica diventa difficile nel trattamento delle convulsioni, in quanto la maggior parte dei farmaci anticonvulsivi può peggiorare i sintomi. Quelli ritenuti più sicuri sono il gabapentin e il levetiracetam.
Nei pazienti difficilmente trattabili anche con l'emina, il trapianto di fegato rappresenta un'opzione terapeutica da utilizzarsi prima che i sintomi neurologici peggiorino sino alla paralisi. Può inoltre essere associato al trapianto di rene in caso di insufficienza renale.
Il trattamento a lungo termine è basato sulla prevenzione degli attacchi acuti e sull'eliminazione dei fattori scatenanti, come farmaci, modifiche della dieta e infezioni. Nel sesso femminile spesso gli attacchi sono correlati con il ciclo mestruale, che può essere gestito efficacemente mediante la somministrazione orale di estroprogestinici. A causa della ridotta penetranza della coproporfiria ereditaria, i familiari di un paziente, anche se asintomatici, possono presentare la stessa mutazione. L'analisi molecolare del gene CPOX è il modo migliore per identificare gli individui che hanno la stessa mutazione, permettendo loro di adattare lo stile di vita in modo da evitare i fattori scatenanti.